# Bibliothèque municipale de Besançon
La bibliothèque municipale de Besançon est un réseau de bibliothèques municipales constitué d'une bibliothèque d’étude et de conservation dont les collections anciennes et précieuses ont fait de la bibliothèque de Besançon une bibliothèque municipale classée, mais aussi de cinq médiathèques, deux bibliobus et une bibliothèque numérique.

## Histoire

### Héritière d'une des plus anciennes bibliothèques publiques de France
En 1694 l'abbé Jean-Baptiste Boisot légue ses collections particulières à l'abbaye Saint-Vincent de Besançon sous l'unique condition que celle-ci soit disponible pour le grand public à des jours et horaires réguliers. Une grande partie de la collection sont des œuvres d'art et des ouvrages provenant de Nicolas Perrenot de Granvelle et son fils Antoine, mais s'y trouvent aussi des peintures, sculptures, médailles et objets de curiosité. Elle est ensuite enrichie par les différents moines bibliothécaires, dont Anselme Berthod, avec l’aide de crédits municipaux. Cette bibliothèque publique Saint-Vincent, ancêtre de la bibliothèque municipale de Besançon, est une des premières bibliothèques publiques de France.

### Premier édifice français construit pour être une bibliothèque municipale

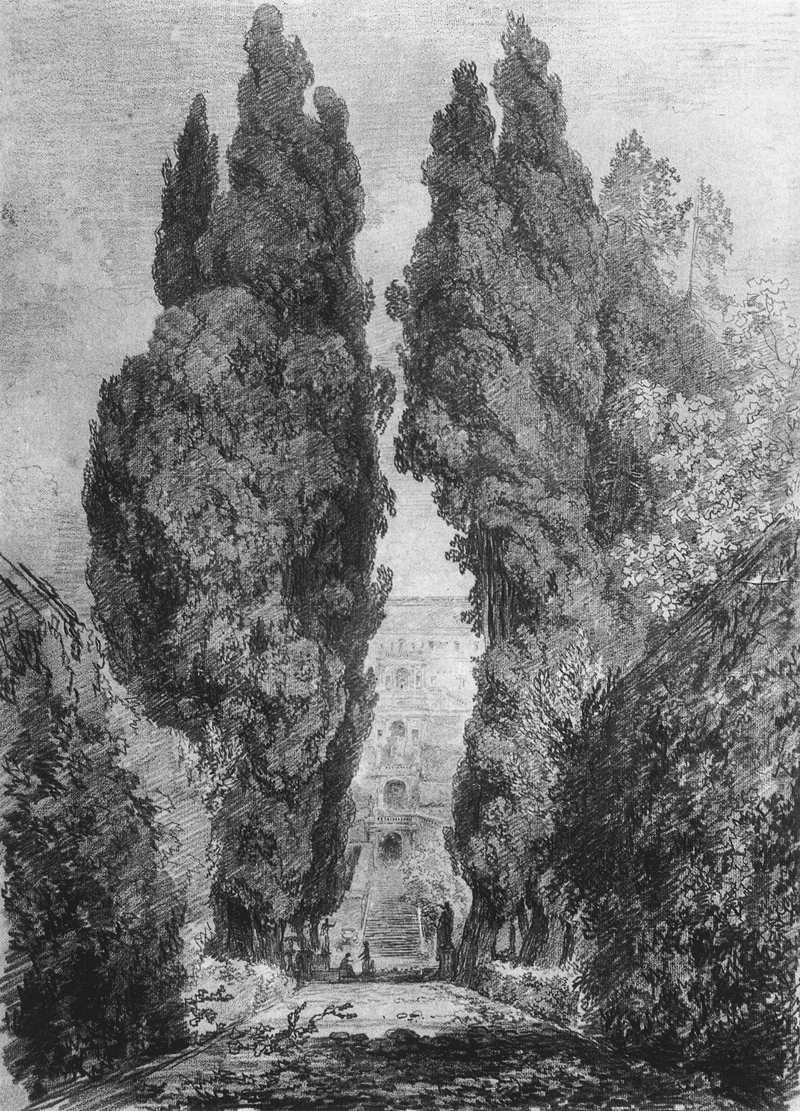
Fragonard, Les grands cyprès de la villa d'Este. Sanguine sur papier, 1760. Legs Pâris à la bibliothèque en 1819, déposé au musée en 1843.

À la Révolution, ces collections sont saisies et déposées dans la maison des Grands Carmes transformée en dépôt littéraire, avec les bibliothèques des couvents et des émigrés, de la famille Chifflet, juristes et d’érudits francs-comtois. Des livres sont choisis dans le dépôt littéraire pour l’École centrale (ancien Collège des jésuites), dont la bibliothèque ouvre ses portes en 1797. Puis les livres et les tableaux sont placés dans les greniers de la ville, et les manuscrits, sculptures livres rares à l'hôtel de ville.
En 1803, l'arrêté consulaire du 8 pluviôse an XI charge les municipalités de conserver et de communiquer à la population les collections saisies par la Nation. Ainsi naît véritablement la bibliothèque municipale de Besançon.
En 1808 la municipalité décide de construire une bibliothèque municipale sur les plans de l'architecte franc-comtois Denis-Philibert Lapret auquel succède Pierre Marnotte. Le bâtiment est achevé en 1817 et ouvre officiellement le 27 avril 1818. L'édifice est agrandi plusieurs fois jusqu'en 1839 où il prend sa forme actuelle, composée de quatre corps de bâtiments autour d'une cour centrale.
Dans le courant du XIXe siècle, les collections s'accroissent de celles de Pierre-Adrien Pâris, Jean-Jacques Bruand et Joseph Bruand et Charles Weiss. Cependant, avec la création du Musée des Beaux-Arts et d’Archéologie, en 1849, les objets d’art et d’archéologie, arrivés à la Bibliothèque avec les legs Boisot, Bruand et Pâris, y sont déposés.
En 1811, Charles Weiss est nommé conservateur administrateur jusqu'en 1866. Auguste Castan lui succède à la tête de la bibliothèque à partir de 1866, poursuit ses travaux et décède en poste en 1892. Marcel Poëte devient bibliothécaire-adjoint en 1894 puis conservateur jusqu'en 1903.

### Naissance d'un réseau de bibliothèques
Une bibliothèque populaire est créée en 1879 à l’instigation philanthropique du banquier Adolphe Veil-Picard. Après avoir déménagé un nombre important de fois, elle s’installe au rez-de-chaussée de l’Hôtel de ville en 1969.
Des centres d’initiation à la lecture et aux arts de l’enfance sont créés dans différents quartiers de la ville en construction. Ils proposent aux enfants de 7 à 14 ans à la fois les services d’une bibliothèque jeunesse et ceux d’un centre de loisirs : en 1970 au palais Granvelle, à Planoise en 1973 et en 1975 à Clairs-Soleils.
En 1973 est créé le CRI (Centre de recherche et d’information) dans un ancien bâtiment militaire devenu propriété de la ville, la caserne Lyautey, rebaptisée à cette occasion centre Pierre Bayle. Ce centre abrite des expérimentations théâtrales et audiovisuelles et en1978 y est créé le service de la documentation de presse et d’actualité.

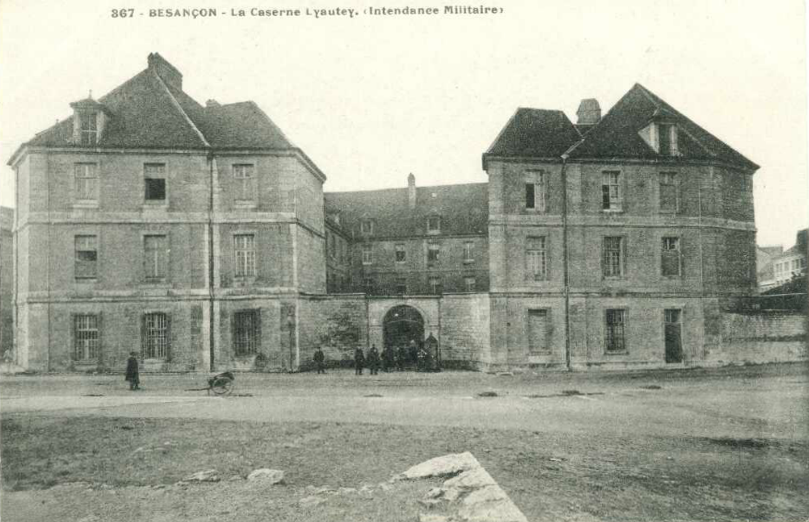
La Caserne Lyautey vers 1910, devenue la bibliothèque municipale Pierre Bayle (ouverte en novembre 1986).

D’autres points de lecture naissent dans d’autres quartiers à l’initiative d’acteurs locaux : à Montrapon, à la Grette et à Palente. Peu à peu ces initiatives sont municipalisées et dessinent le réseau municipal actuel.
Mais en 1982, le retrait du bibliobus de la bibliothèque centrale de Prêt révèle la faiblesse des équipements. En 1985, 7,7 % de la population fréquente les bibliothèques de la ville, moyenne faible par rapport a la moyenne nationale : 14 %.
C'est alors qu'est créée la Médiathèque Pierre Bayle.
En 1993, l'université de Franche-Comté et la ville de Besançon décident de mettre en commun leurs ressources techniques, financières, humaines, pour constituer un fonds documentaire commun.

### Le projet de Grande Bibliothèque
En 2019, l'architecte Pascale Guédot, architecte lauréate du Prix de l’Équerre d'argent pour la construction de la médiathèque d'Oloron-Sainte-Marie, est choisie pour la construction sur le site de l'ancien hôpital Saint-Jacques d'une grande bibliothèque déclarée d'intérêt communautaire en 2018 par les élus de Grand Besançon Métropole. Le projet est de regrouper en 2025 la bibliothèque universitaire de lettres et sciences humaines, la médiathèque Pierre Bayle et la bibliothèque d’étude et de conservation, dans le cadre d'une cité internationale des savoirs et de l'innovation.

## Sites
1. Bibliothèque d’Étude et de Conservation,
2. Médiathèque Pierre-Bayle,
3. Médiathèque Aimé-Césaire,
4. Médiathèque Pierre-de-Coubertin,
5. Médiathèque Nelson-Mandela,
6. Médiathèque des Tilleuls.

|   | Image                                                   | Nom usuel                                                    | Année d'ouverture                           | Adresse                                             | Particularités |
| - | ------------------------------------------------------- | ------------------------------------------------------------ | ------------------------------------------- | --------------------------------------------------- | --- |
| 1 |                                                         | Bibliothèque d’Étude et de Conservation                      | 1818                                        | 1 Rue de la bibliothèque (centre-ville)             | Bibliothèque patrimoniale : plus de 500 000 documents. 13,5 km de rayonnages dont 5 dans des réserves extérieures, avec les archives municipales. |
| 2 | Médiathèque Pierre Bayle à Besançon                     | Médiathèque Pierre Bayle                                     | 1986                                        | 27 Rue de la République (centre-ville)              | Médiathèque centrale : plus de 80 000 documents.                                                                                                  |
| 3 | Médiathèque Aimé Césaire                                | Médiathèque Aimé Césaire (anciennement "des Clairs-Soleils") | 1975. Agrandie en 2007                      | 61 rue Mirabeau (quartier des Clairs-Soleils)       | Plus de 15 000 documents. |
| 4 | Médiathèque Pierre de Coubertin                         | Médiathèque Pierre de Coubertin                              | 1990, rénovée en 2015                       | 1 Place Pierre de Coubertin (quartier de Montrapon) | Plus de 15 000 documents. |
| 5 | Médiathèque Nelson Mandela · Médiathèque Nelson Mandela | Médiathèque Nelson Mandela                                   | 2009                                        | 13 Avenue de l'Île de France (quartier de Planoise) | Plus de 30 000 documents. Sur l'emplacement de l'ancienne bibliothèque jeunesse "Île de France"                                                   |
| 6 | Médiathèque des Tilleuls                                | Médiathèque des Tilleuls                                     | nouveau bâtiment inauguré en 2016           | 24 Rue des roses (quartier de Palente)              | 405 m2. 23 000 documents, dont 1 800 DVD, CD et livres lus. 60 places assises. 8 postes informatiques.                                            |
|   | Image du Tigibus, petit bibliobus                       | Bibliobus                                                    | Deux bibliobus : le Tigibus et le Grangibus | Circuit à travers les quartiers                     | |

## Collections
Il faut distinguer entre les collections empruntables et les collections consultables sur place uniquement. Les collections empruntables représentent 200 000 documents dont 20 000 CD et 10 000 DVD.
La bibliothèque municipale de Besançon conserve plus de 500 000 documents à la bibliothèque d'étude et de conservation : 4 000 manuscrits, 500 000 imprimés (livres et périodiques), 5 000 dessins, 20 000 estampes, cartes postales, affiches, 18 000 monnaies et médailles, 200 tableaux et sculptures, faisant de ce lieu l'une des bibliothèques les plus riches de France. Les archives municipales de la ville sont présentées dans une salle de lecture commune.
Parmi les manuscrits et les documents conservés à la bibliothèque et aux archives, on trouve :
- Pour la période antique : des monnaies[17]
- Pour le Moyen Âge : des manuscrits de la bibliothèque de Charles V numérisés dans Europeana RegiaBibliothèque municipale de Besançon, manuscrit 434, folio 1. Ce manuscrit réalisé à Paris en 1372 à la demande du roi Charles V est d'abord conservé à la "librairie" (bibliothèque) du Louvre. Il entre dans les collections Granvelle puis apparaît dans l'inventaire de 1607 à Besançon[18].
  - Ms 45 Recueil des évangiles
  - Ms 54 Psautier de Bonmont[19]

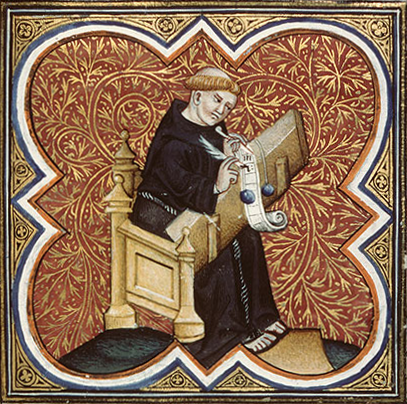
Bibliothèque municipale de Besançon, manuscrit 434, folio 1. Ce manuscrit réalisé à Paris en 1372 à la demande du roi Charles V est d'abord conservé à la "librairie" (bibliothèque) du Louvre. Il entre dans les collections Granvelle puis apparaît dans l'inventaire de 1607 à Besançon.

  - Ms 125 (Heures de Jean IV de Saint-Mauris à l'usage de Besançon) : enluminé par le Maître du Missel de Troyes
  - Ms 148 enluminé par Jean Colombe
  - Ms 150 enluminé par Robinet Testard
  - Ms 160 Livre de prière de Claude de Rebé, calligraphié par Nicolas Jarry
  - Ms 161 Prières de la messe enluminé par Jean Pierre Rousselet
  - Ms 457 Canon medicinae d’Avicenne
  - Ms 551 Les Miracles de Nostre Dame de Gautier de Coincy
  - Ms 677 Chroniques anonymes
  - Ms 850 Romuleon de Colard Mansion
  - Ms 851-852 Les Histoires romaines de Jean Mansel, attribué à Maître de Jacques de Besançon
  - Ms 864-865 les chroniques de Froissart
  - Ms 1168 Nouvelles du recouvrement fait par le roy Edouart IV de son royaulme d'Angleterre, novembre 1471
  - Ms 1201 Liber amicorum Emblèmes d'André Alciat
  - Ms 1360 Figures à l'aquarelle représentant les engins de guerre et autres appareils d'après le manuscrit de Konrad Kyeser
- Pour l'époque moderne :
  - Le Livre de prières de Maximilien et le Theuerdank
  - Les bibliothèques de Nicolas Perrenot de Granvelle et son fils Antoine Perrenot de Granvelle
  - Metamorphosis insectorum Surinamensium de Anna Maria Sibylla Merian
  - Le Manuscrit Vaudry de Saizenay
  - Les Deux Petits Savoyards de Nicolas Dalayrac
  - Le manuscrit de Antoine-Augustin Parmentier, adressé à l'Académie des sciences, belles-lettres et arts de Besançon et de Franche-Comté
  - Mascarade à la grecque de Ennemond Alexandre Petitot
  - Des dessins de Hubert Robert de la collection de Pierre Adrien Pâris
  - Les Volcans de William Hamilton (1731-1803)
  - Recueil des peintures antiques, imitées fidèlement pour les couleurs et pour le trait, d'après les desseins [dessins] coloriés faits par Pietro Santi Bartoli. La Mosaïque de Palestrine, 1757 édité par Anne Claude de Caylus
  - Ornithologia methodice digesta, atque iconibus aeneis ad vivum illuminatis ornata (1767-1776) de Saverio Manetti
- Pour la période contemporaine :
  - Birds of America de Jean-Jacques Audubon
  - La presse régionale, comme Le Petit Comtois de Jules Gros (1838-1919) ou les photographies de Bernard Faille de L'Est républicain
  - Des portraits comtois dont Victor Hugo
  - Les archives du Sport nautique bisontin
  - Les dessins et gravures de Georges Colomb (auteur), Anna Maire, Claude Jules Grenier, Gaston Coindre et de Désiré Monnier[20].
  - Journaux de tranchées et collections données par Charles Clerc (1883-1948)
  - Aquarelles, dessins, plans et archives de Maurice Boutterin
  - 25 lettres de Gustave Courbet à Mathilde Carly de Svazzema, retrouvées en 2023[21]

## Autres services

### Dépôt légal imprimeur
La bibliothèque reçoit le dépôt légal imprimeur de Franche-Comté.

### Bibliothèque numérique
La bibliothèque est pôle associé numérisation de la BnF.

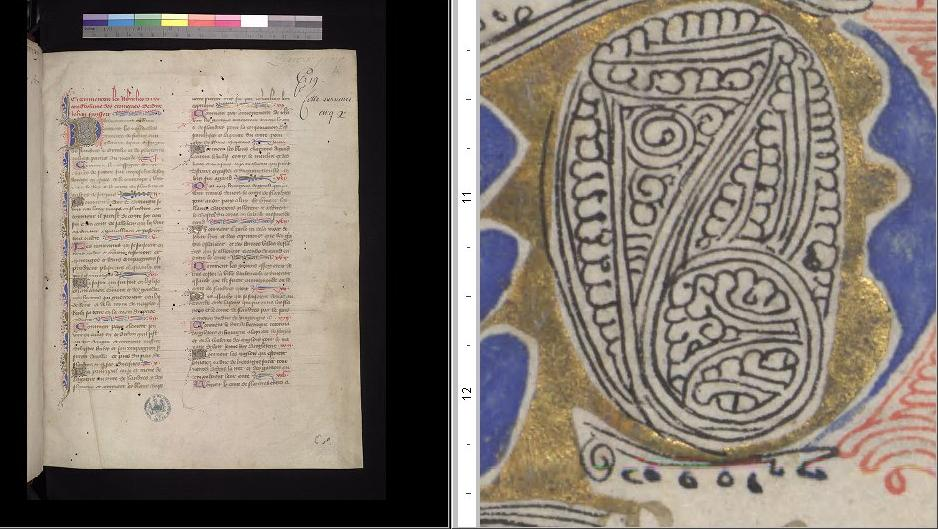
Deux différentes vues des mêmes folios de la Besançon MS 865

Depuis 2012, le site Mémoire vive, patrimoine numérisé de Besançon présente en ligne les collections numérisées des archives municipales, de la bibliothèque et des musées de la Ville. Il est moissonné par Liane (LIvres et Archives Numériques En ligne) portail de la région Franche-Comté et Gallica (portail de la BNF).
L'état civil, les délibérations du conseil municipal, les finances de la ville sont présents sur ce site, ainsi que les nombreux manuscrits, les estampes et la réserve comtoise. Chaque mois, la rubrique "A la loupe" présente un nouveau document. Une des expositions virtuelles sur les cartes postales reprend l'exposition présentée en 2012 au Musée du Temps et valorise la collection Tupin.